# RTL Living
RTL Living ist ein digitaler Fernsehspartenkanal der RTL Group, die darüber hinaus die Digitalsender RTL Crime und RTL Passion betreibt. Sendestart war der 27. November 2006. Der Empfangsweg über Sky wurde zum 17. Juli 2018 eingestellt. Seit 28. August 2012 ist der Sender auch über Vodafone Kabel Deutschland empfangbar. Am 1. September nahm auch NetCologne den Sender ins Angebot, hier ist RTL Living erstmals auch in HD zu empfangen.
RTL Living bietet Sendungen und Programm zu folgenden Bereichen: Trends, Lifestyle, Genießen, Wohnen und Reisen.
Verantwortlich ist auch hier der Geschäftsführer von RTL Deutschland Frank Hoffmann.
Am 1. Oktober 2015 gab die RTL Group bekannt, dass sie ihre drei PayTV-Sender RTL Living, RTL Crime und Passion (dann RTL Passion) zum 12. November 2015 einem Relaunch und Re-Design unterzieht. Gleichzeitig werden für diese Sender auch neue Senderlogos eingeführt.
Im Zuge der Senderneusortierung 2016 erhielt RTL Living Kapazität auf der Frequenz 11082 MHz horizontal (DVB-S2, Symbolrate SR 22000, Fehlerkorrektur FEC 3/4). Auf dem alten Sendeplatz sendet seit 1. Juni 2016 Toggo plus.
Seit dem 17. Mai 2017 ist RTL Living bei Vodafone Kabel Deutschland auch in HD zu empfangen, der Sender wird dabei im Paket „HD Premium Plus“ verbreitet.

## Empfang
Kabel:
- Vodafone Kabel Deutschland
- Unitymedia
- NetCologne
- UPC Clablecom (Schweiz)
- UPC Austria (Österreich)

TV Streaming:
- HD Austria

IPTV:
- RTL+
- Telekom Entertain
- Vodafone
- Teleclub (Schweiz)

## Senderlogos

Logo bis zum 11. November 2015
Logo des HD-Simulcasts bis zum 11. November 2015
Logo von RTL Living vom 12. November 2015 – 14. September 2021
Logo von RTL Living HD vom 12. November 2015 – 14. September 2021
Logo von RTL Living seit 15. September 2021
Alternatives Logo seit 15. September 2021, benutzt in Idents